# Hranické Loučky
Hranické Loučky, bis 1964 Kozí Loučky (deutsch Litschel) ist ein Ortsteil von Hustopeče nad Bečvou in Tschechien. Er liegt neun Kilometer östlich von Hranice und gehört zum Okres Přerov.

## Geographie
Hranické Loučky befindet sich auf einem Ausläufer der Podbeskydská pahorkatina (Vorbeskidenhügelland) in der Mährischen Pforte. Das Dorf liegt auf der europäischen Hauptwasserscheide; nach Norden wird der Höhenrücken zur Luha ins Flussgebiet der Oder, nach Süden zur Bečva ins Flussgebiet der Donau entwässert. Gegen Osten liegt das Tal des Bach Loučský potok. Südöstlich erhebt sich der Bušlín (333 m) und im Südwesten der Na Strážnici (353 m).
Nachbarorte sind Polom im Norden, Heřmanice und Starojická Lhota im Nordosten, Vysoká und Palačov im Osten, Poruba und Hustopeče nad Bečvou im Südosten, Milotice nad Bečvou im Süden, Kačena, Kamenec, Nové Sady, Ústí und Černotín im Südwesten, Špičky im Westen sowie Kunčice und Bělotín im Nordwesten.

## Geschichte
Gegründet wurde der Ort zusammen mit Hranice am Übergang vom 12. und 13. Jahrhundert im Zuge der Kolonisation durch den Mönch Jurik aus der Benediktinerabtei Reigern im Auftrag Herzog Friedrichs von Olmütz. Die erste urkundliche Erwähnung von Luczki aus dem Jahre 1201 hat sich als ein Falsifikat aus dem 14. Jahrhundert erwiesen. Der Name leitet sich von den Wiesen, auf denen Ziegen geweidet wurden, her. Nachdem das Dorf 1241 beim Einfall der Goldenen Horde erloschen war, ließ es der Olmützer Bischof Bruno von Schauenburg wiederbesiedeln und machte es dem bischöflichen Gut Kamenec untertänig. Nach mehreren Besitzerwechseln erwarb Wilhelm II. von Pernstein 1499  Lúčka und schloss es an die Herrschaft Hranice an. Im Jahre 1517 wurde der Ort als  Kozí Lúčka, ab 1539 als  Kozí Loučka, ab 1630 als  Kozí Loučky, 1654 als  Liczel bzw. Litzel, ab 1672 als  Litschel, 1684 als  Lietschl, 1751 als Litschl, 1771 als Luczkium und 1828 als Lutschel bezeichnet.
Im Jahre 1569 hatte das Dorf 14 Bewohner. Die Matriken wurden seit 1670 in Valašské Meziříčí, seit 1683 in Hustopeče nad Bečvou und ab 1771 in Špičky geführt. In Litschel bestand ein Erbgericht. 1830 lebten in den 14 Häusern des Ortes 176 Personen. Bis zur Mitte des 19. Jahrhunderts war Litschel stets nach Mährisch Weißkirchen untertänig.
Nach der Aufhebung der Patrimonialherrschaften bildete Litschel /  Kozíloučky ab 1850 einen Ortsteil der Gemeinde Hermitz /  Heřmanice in der Bezirkshauptmannschaft Mährisch Weißkirchen. Das Dorf lag an der deutsch-tschechischen Sprachgrenze. Ab 1868 bildete Litschel / Kozíloučky eine eigene Gemeinde. Im Jahre 1880 bestand der Ort aus 27 Häusern und hatte 161 Einwohner, davon waren 141 Deutsche und 20 Tschechen. Schulort war zunächst Hermitz, im Jahre 1909 wurde eine Außenstelle der Hermitzer Schule in Litschel eingerichtet. Die deutsche Schule wurde 1919 zunächst geschlossen und 1922 als Schule für die deutschen Kinder aus Litschel und Hermitz wiedereröffnet. Die tschechischen Kinder wurden in Hermitz unterrichtet. 1930 lebten in Litschel 117 Deutsche und 46 Tschechen. Bis zu dieser Zeit stand außerhalb des Dorfes eine alte Windmühle. 1931 erfolgte der Bau der Straße nach Milotice. 
Infolge des Münchner Abkommens wurde das Dorf 1938 dem Deutschen Reich zugeschlagen und dem Landkreis Neu Titschein zugeordnet. Nach dem Ende des Zweiten Weltkrieges kam Kozí Loučky zur Tschechoslowakei zurück und wurde wieder dem Okres Hranice zugeordnet. Die deutschen Bewohner wurden vertrieben. 
Nach der Aufhebung des Okres Hranice wurde Kozí Loučky 1960 dem Okres Přerov zugeordnet. 1964 wurde das Dorf nach Špičky eingemeindet und zugleich in Hranické Loučky umbenannt. Seit 1983 ist Hranické Loučky ein Ortsteil von Hustopeče nad Bečvou. Im Jahre 1991 hatte Hranické Loučky 69 Einwohner, beim Zensus von 2001 lebten in den 15 Wohnhäusern des Ortes 73 Personen.

## Sehenswürdigkeiten
- Kapelle der Sieben Schmerzen Mariä, erbaut 1857 anstelle eines hölzernen Glockenturmes aus dem Jahre 1777. Sie wurde 1901 umgestaltet.